# Антинатализм
Антинатали́зм (от др.-греч. ἀντί — «против», лат. nātālis — «рождение») — группа философских и этических позиций, негативно оценивающих возникновение новой жизни и считающих размножение неэтичным в тех или иных группах случаев, либо во всех случаях.
Противоположная антинатализму философская или политическая позиция — натализм.
Понятие антинатализма как группы философско-этических позиций следует отличать от понятия антинатализма в демографии (где тем же словом обозначают практические решения проблем перенаселения) и политики ограничения рождаемости. Также следует отличать антинатализм от личного выбора бездетности.
Те или иные элементы философии антинатализма разделялись Артуром Шопенгауэром, Эдуардом фон Гартманом, Петером Весселем Цапффе, Людвигом Витгенштейном, Мохандасом Ганди, Иммануилом Кантом, Эмилем Мишелем Чораном,  Николаем Фёдоровичем Фёдоровым.
Негативная оценка размножения может применяться как к тем или иным ситуациям, так и действовать при любых условиях — например, такова позиция философа-биоэтика Дэвида Бенатара.
Виды антинатализма могут различаться как в зависимости от аргументов, используемых в его поддержку (филантропический, мизантропический, экологический), так и по степени строгости (радикальный, ситуационный). Антинатализм не привязан к какой-либо определённой этической системе; сторонниками антинатализма могут являться представители самых различных этических подходов, что и обуславливает разнообразие конкретных антинаталистических позиций даже в более строгих вариациях этики антинатализма.

## Филантропический аргумент антинатализма
В центре внимания филантропического аргумента антинатализма — интересы и благополучие потенциального рождённого и то, как они могут быть нарушены в результате его рождения.

### Качество жизни
Начиная существовать, дети становятся уязвимыми перед всеми существующими видами бед и невзгод. Потенциальные источники страданий включают в себя соматические и психические расстройства, дряхление, природные катаклизмы, войны и насилие, ежедневные неудобства (голод, жажда, усталость, головные боли), неудовлетворение потребностей высшего порядка (карьерные и романтические неудачи, скука, одиночество, сниженная самооценка, экзистенциальные кризисы) и смерть. Профессор Дэвид Бенатар, один из первых философов, формализовавших философию антинатализма в книге «Лучше было бы не родиться: о вреде появления на свет» и ряде более лаконичных текстов, считает, что все человеческие жизни содержат значительное количество хотя бы одного из перечисленных выше видов страданий, а чаще всего несколько. При этом оценка самими людьми своего качества жизни часто бывает завышенной из-за различных оптимистических когнитивных искажений, таких как принцип Поллианны и привыкание. Бенатар также замечает, что существует асимметрия между положительными и отрицательными ощущениями: самые интенсивные удовольствия краткосрочны, тогда как самые худшие виды боли могут быть гораздо более длительными; существует хроническая боль, но не существует хронического удовольствия; самые худшие виды боли (например, пытки) более интенсивны, чем интенсивность самых лучших удовольствий (например, удовольствия от оргазма). Многие психологические исследования обнаруживают, что отрицательные жизненные события обладают большей силой, чем положительные. Так, психолог и исследователь Рой Баумайстер с соавторами отмечают, что плохие эмоции, плохие родители и плохие ответные реакции имеют более сильное влияние, чем хорошие; плохая информация обрабатывается тщательнее, чем хорошая, а плохие впечатления и негативные стереотипы формируются быстрее, чем хорошие, и более устойчивы.
Артур Шопенгауэр также утверждал, что жизнь в конечном счёте имеет отрицательное значение, потому что любые положительные переживания всегда будут перевешены страданиями, так как страдание является более сильным переживанием.

### Согласие и риск
Ключевыми элементами филантропического аргумента антинатализма являются принципиальная невозможность дать согласие на собственное рождение, а также отсутствие возможности предсказать, как сложится жизнь того или иного индивида. В частности, разделяя крайнюю антинаталистическую позицию, Дэвид Бенатар сравнивает размножение с «игрой в русскую рулетку с полностью заряженным пистолетом, который направлен на голову их будущего потомства».
Профессор Шона Шиффрин считает, что размножение, несмотря на то, что оно приносит рождаемому комбинацию как вреда, так и пользы, является морально рискованным действием, которое противоречит базовым либеральным и антипатерналистским принципам, запрещающим накладывать на людей значительные риски без их на то согласия, даже если риски в итоге приводят к совокупной пользе. Шиффрин приводит в пример следующую притчу, иллюстрирующую сомнительность таких действий:
Богач — очень состоятельный человек. Однажды он решает поделиться своим состоянием с соседями, которые живут на близлежащем острове и не нуждаются в дополнительных деньгах. У него нет никаких других способов распределить своё богатство, кроме как сбрасывать его с самолёта в виде кубов золота. Богач старается никого не задеть, однако понимает, что его действия могут случайно убить или покалечить кого-нибудь. Большинство получателей золотых кубов удивлены, но рады им. Однако одному человеку, Несчастливчику, куб ломает руку. Несчастливчик также рад золоту, но не уверен, что он бы согласился быть поставленным под угрозу Богачом, чтобы получить это золото, если бы был предупрежден заранее.
По мнению Шиффрин, к допустимым действиям, наносящим вред индивиду, относятся только те, которые предотвращают или уменьшают (с обоснованной степенью вероятности) ещё больший вред. Так как рождение детей никогда не осуществляется с целью предотвращения или уменьшения ещё большего вреда, потому что потенциальный ребёнок ещё не имеет никаких потребностей, размножение не является морально допустимым.

### Другие чувствующие виды
Филантропический аргумент антинатализма, будучи основанным на предпосылке значимости благополучия рождаемых, в целом распространяется не только на людей, но и на все организмы, способные испытывать негативные сенсорные ощущения, вне зависимости от их видовой принадлежности. Кроме того, в случае, если бы существовали искусственные небиологические сущности, способные подвергаться страданию (ощущающие роботы, нанороботы или программы), филантропический антинатализм распространялся бы и на них. Так, Томас Метцингер считает, что риск создания подобного страдающего существа должен наложить мораторий на исследования в области искусственного сознания. Естественным продолжением применения принципов антинатализма к животным, разводящимся на современных животноводческих фермах, является веганство, хотя оно не является необходимым компонентом этики антинатализма.

### Асимметрия Бенатара
Философ Дэвид Бенатар также выдвигает отдельный аргумент в пользу антинатализма, согласно которому между вредом и благом существует фундаментальная асимметрия, показывающая, что рождение всегда является вредом для рождаемых, вне зависимости от того, насколько высоко будет качество их жизни. Асимметрия Бенатара основывается на следующих предпосылках:
1. Наличие страданий — зло.
2. Наличие удовольствий — благо.
3. Отсутствие страданий — благо, даже если это благо никем не испытывается.
4. Отсутствие удовольствий не есть зло, если не существует того, для кого данное отсутствие удовольствий являлось бы лишением[16].

| Сценарий А (X существует)         | Сценарий Б (X никогда не существовал)  |
| --------------------------------- | -------------------------------------- |
| (1) Наличие страданий (Плохо)     | (3) Отсутствие страданий (Хорошо)      |
| (2) Наличие удовольствий (Хорошо) | (4) Отсутствие удовольствий (Не плохо) |

(«Удовольствие» и «страдание» использованы в матрице лишь в качестве конкретных примеров блага и вреда).
Рождённые гарантированно испытают в жизни как удовольствия, так и страдания, тогда как несуществующие не испытывают ни плохого, ни хорошего. Поскольку отсутствие страданий — это всегда хорошо, даже если это отсутствие никем не испытывается, а отсутствие удовольствий плохо только в том случае, если существует кто-то, кто нуждается в этих удовольствиях, воздержание от размножения — это всегда более этичный вариант, чем размножение.
Утверждая, что рождение — это всегда вред для рождаемого, данная асимметрия, тем не менее, не конкретизирует, насколько значителен этот вред. Бенатар считает, что появление на свет всегда причиняет рождённому огромный вред. Философ допускает, что если бы размер всех возможных существующих страданий был достаточно мал (например, равнялся уколу иголки), то размножение можно было бы оправдать на основании пользы, которое оно приносит другим людям (например, родителям), а не самому рождаемому.

## Мизантропический аргумент антинатализма
Мизантропический аргумент фокусируется не на страдании, которое испытает любой рождаемый человек, а на вреде, который он причинит другим существам, в том числе животным и другим людям. Согласно Бенатару:
1. У людей есть моральная обязанность воздерживаться от создания новых членов вида, который причиняет (и продолжит причинять) огромные количества боли, страданий и смерти.
2. Человеческий вид причиняет огромные количества боли, страданий и смерти.
3. Таким образом, у людей есть обязанность воздерживаться от рождения детей.

При этом мизантропический аргумент рассматривается как более узкий и лишь как дополнительный по отношению к универсальному и основному — филантропическому.

## Экологический антинатализм
Экологический антинатализм рассматривает не благосостояние отдельных существ, а экосистемы и биосферу в целом. Эти позиции основываются на принципах экоцентризма и этического холизма, согласно которым экосистемы имеют моральное значение, потому что они обладают отдельной, не-инструментальной ценностью, которая не связана с интересами обитающих в них животных, и поэтому их сохранность, целостность и стабильность должны оберегаться. Экологический антинатализм поддерживается Движением за добровольное вымирание человечества.

## Ситуационный антинатализм
Ситуационный антинатализм подразумевает менее жёсткие, чем позиция Дэвида Бенатара, взгляды на то, какой уровень вреда считать недопустимым для размножения, и порицает размножение в тех или иных ситуациях (например, в ситуации, когда качество жизни создаваемого человека будет гарантированно крайне низким, как при серьёзных врождённых болезнях).

## Критика

### Осуществимость
Биоэтик и эффективный альтруист Брайан Томасик соглашается с аморальностью создания индивидов, чья жизнь может содержать экстремальные страдания, но отмечает, что такие антропоцентричные антинаталистические проекты, как добровольное вымирание человечества, вряд ли сработают на популяционном уровне. По мнению философа, биологические побуждения к воспроизводству слишком сильны, чтобы быть побеждёнными этическими аргументами. И даже если бы 99 % человечества каким-то образом решили отказаться от размножения, оставшийся 1 % людей продолжил бы воспроизводство и передал бы свои гены и мировоззрение следующему поколению. В то же время он оспаривает эффективность антропоцентричного антинатализма в сокращении страданий, указывая на то, что люди присваивают себе среду обитания диких животных, тем самым спасая диких животных от рождения в мире, полном страданий.

### Влияние численности населения на страдания диких животных
Имеются основания полагать, что увеличение численности людского населения способствует уменьшению страданий в природе за счёт снижения числа диких животных. Так, согласно докладу Всемирного фонда дикой природы за 2014 год, численность популяции позвоночных видов — млекопитающих, птиц, рептилий, земноводных и рыб — уменьшилась на 52 % за последние 40 лет, что связывается с деятельностью людей. Таким образом узкий антропоцентричный антинатализм (принимающий во внимание страдания только вида Человек разумный и в результате направленный на то, чтобы побудить людей не заводить детей) может не уменьшать, а увеличивать общее количество страданий в мире.

### Прочая критика
Дэвид Вассерман раскритиковал аргумент Дэвида Бенатара об асимметрии и аргумент о согласии. Психолог Джеффри Миллер утверждал, что «все исследования, посвящённые благополучию людей, показывают, что почти все люди в разных культурах значительно выше нейтрального уровня счастья. Бенатар просто эмпирически ошибается, утверждая, что в жизни преобладают страдания».
Робберт Зандберген утверждает, что определение антинатализма слишком узкое. Из-за этого люди уделяют слишком много внимания воспроизводству человека (и ограничению или прекращению этого процесса), что должно быть лишь конечной целью антинатализма. Скорее, отправной точкой является мрачный вывод о том, что жизнь возникает в результате какой-то космической ошибки. Чтобы исправить эту ситуацию, люди должны устранить ненужное давление, оказываемое их существованием. Одним из способов такого исправления является ограничение или прекращение размножения людей.
Большая часть критики антинатализма исходит из религий, особенно авраамических, поддерживающих создание крупных семей. Кроме того, некоторые родители заводят детей, чтобы они обеспечивали их жизнедеятельность в старости.
Демографическая политика таких стран, как Россия, Беларусь, Украина, Казахстан, Грузия, Австралия, Франция, Италия, Германия, Польша, Южная Корея и Япония, поощряет многодетность в целях борьбы с депопуляцией.